# ماریانا کالتابیانو
ماریانا کالتابیانو (پرتغالی: Mariana Caltabiano) یک نویسنده، کارگردان و فیلم‌نامه‌نویس کارتونی برزیلی است. وی از سال ۱۹۹۰ میلادی تاکنون مشغول فعالیت بوده‌است.

## زندگی شخصی
ماریانا نوه مهاجر ایتالیایی روزاریو کالتابیانو است که در سال ۱۹۲۳ نمایندگی کالتابیانو را تأسیس کرد.

## کتاب‌ها
- جوجوبالند (Jujubalândia) (شابک ‎۸۵۸۵۳۵۷۷۷۰)
- کشتی هیچ‌کس (Arca de Ninguém) (شابک ‎۸۵۲۶۲۹۶۲۸۰)
- تامپینها عینک را برمی‌دارد (Tampinha Tira os Óculos) (شابک ‎۸۵۲۶۲۹۶۳۶۱)
- راز خانه هوپه (O Mistério da Casa Hope) (شابک ‎۹۷۸۸۵۸۹۸۹۴۶۰۹)
- بزرگ کوچولوها (Grandes Pequeninos)
- کثیف شدن خوب است (Se Sujar Faz Bem)
- ویپ‌ها: داستان‌های واقعی یک دروغگو (Vips: Histórias Reais de um Mentiroso) (شابک ‎۸۵۸۹۸۹۴۱۶۹)
- گارافینها (Garrafinha)
- برزیل انیمادو (Brasil Animado) (شابک ‎۸۵۸۹۸۹۴۸۳۵)
- مشکل (O Problema)[۲] (شابک ‎۸۵۸۲۳۰۴۵۴۴)